# Agromyza latifrons
Agromyza latifrons är en tvåvingeart som beskrevs av Zlobin 2001. Agromyza latifrons ingår i släktet Agromyza och familjen minerarflugor.
Artens utbredningsområde är Mongoliet. Inga underarter finns listade i Catalogue of Life.